# Mac OS X v10.7
Mac OS X v10.7 "Lion" é uma das versões do sistema operacional Mac OS X da Apple Inc., sendo o sucessor do Snow Leopard e antecessor do Mountain Lion, e foi lançado mundialmente em 20 de Julho de 2011 através da Mac App Store. Entre as novidades, inclui o Launchpad, recursos inspirados no iPad, aplicativos em tela cheia, barras autoescondidas, Mission Control, entre outros. É a última versão a ser chamada oficialmente de "Mac OS X".

## Lançamento
Em 06 de junho, na WWDC 2011, foi anunciado que o lançamento oficial de Lion seria em julho de 2011 e que, diferentemente das versões anteriores, que foram lançadas em um conjunto de CD-ROM ou DVD-ROM, o Lion só estaria disponível como download na Mac App Store por US$ 29,99. Porém, a Apple Inc. passou a vender um Pen Drive contendo o sistema a partir de 16 de Agosto de 2011, no valor de US$ 69,00. O sistema de Servidor do Lion estava disponível como um download separado a partir da Mac App Store EUA por US$ 49,99.
Em julho de 2012, após o lançamento do Mountain Lion, o OS X Lion e o sistema de Servidor do Lion foram removidos da Mac App Store.
(Em 24 horas após ser divulgado, o Lion atinge 1 milhão de downloads na App Store).

## Requisitos do sistema
- Computador Mac com processador Intel Core 2 Duo, Core i3, Core i5, Core i7 ou Xeon.[6]
- 2GB de memória[6]
- OS X v10.6.6 ou posterior (é recomendada a v10.6.8)[6]
- 7GB de espaço disponível.[6]
- AirDrop está disponível para os seguintes modelos Mac: MacBook Pro (final de 2008 até o mais recente), MacBook Air (final de 2010 até o mais recente), MacBook (final de 2008 até o mais recente), iMac (início de 2009 até o mais recente), Mac mini (metade de 2010 até o mais recente), Mac Pro (início de 2009 com cartão AirPort Extreme ou metade de 2010)[6]

## Melhorias e inovações
Algumas das funções do Lion foram anunciadas na palestra "Back to the Mac", em outubro de 2010. Outras funções foram anunciadas na WWDC 2011 e no site da apple, após a palestra. A apple afirma que existem mais de 250 novas funções no Lion, incluindo:
- Agenda agora possui uma interface mais parecida com a do iPad.
- AirDrop - Transferencia de arquivo via Wi-fi (somente entre sistemas usando OS X 10.7 ou superior)[9]
- Correção Automática agora exibe uma pequena janela (popup), assim como no iOS
- Auto-save - Como no iOS, documentos escritos em aplicativos serão salvos automaticamente.[10]
- Supporte para Emoji - a Apple adicionou uma nova fonte Emoji, comumente usado em chats para expressar ideogramas.[11]
- Exposé no Dock - Uma forma de ativar o Exposé para um único aplicativo no Dock, simplesmente  clique com o botão direito do mouse ou Control+Clique e selecione a opção Mostrar Todas as Janelas.[12]
- Face Time agora vem com o Lion
- FileVault 2 oferece criptografia completa de disco e maior segurança com criptografia de dados XTS-AES 128. Suporte para FileVault em discos rígidos externos também foi adicionado.[13]
- Melhorias no Finder -  O Finder agora oferece sugestões de pesquisa, os arquivos podem ser agrupados por vários atributos, e o usuário pode mesclar arquivos em duas pastas com o mesmo nome - será exibida uma mensagem pedindo para substituir ou manter os dois arquivos.[12]
- Aplicativos em tela cheia - suporte para aplicativos rodarem em tela cheia. Os aplicativos que suportam tela cheia possuem um botão no canto superior direito da janela, este botão abre os aplicativos em modo de tela cheia.[10]
- Alta qualidade de vozes em vários idiomas - os usuários podem baixar novas vozes de alta qualidade em mais de 40 línguas e dialetos.[12]
- iCal tem uma interface de usuário atualizada, uma visão anual, e suporte para uma visualização em tela cheia.
- iChat tem suporte para registro no Yahoo! Messenger. Os usuários podem fazer ligações de áudio e vídeo com outros usuários do iChat usando suas contas do Yahoo!.[12]
- Launchpad - Um lançador de aplicativo que exibe em uma grade os aplicativos instalados, com ícones parecidos com os do iOS. Ele possui a capacidade de fazer várias páginas e pastas de aplicativos que funcionam da mesma maneira que o iOS.[10]
- Mac App Store - uma loja de aplicativos assim como a App Store do iOS. Como no iOS, fornece meios para os compradores descobrirem, instalarem e atualizarem aplicativos. Apesar de ter sido anunciada como um recurso do Lion, a Mac App Store foi lançada para o Mac OS X Snow Leopard em 06 de janeiro de 2011, com a atualização 10.6.6
- Mail 5 - Usa uma interface de usuário parecida com a do iPad, tem uma visão de tela cheia, e suporta o Exchange 2010.
- Mission Control - dá uma visão de todos os aplicativos abertos e agrupa as janelas por aplicativo. No topo da tela dá um acesso rápido para a Dashboard, Desktop e aplicativos sendo executados em tela cheia.[10]
- Gestos multi-touch - semelhante ao iOS, são gestos adicionais realizados utilizando o trackpad ou um dispositivo de entrada multi-touch (por exemplo, o Magic Mouse) permitindo que o usuário role, deslize para páginas diferentes, e abra o Mission Control ou o Launchpad.[10]
- Preview ganha várias funcionalidades, incluindo suporte de tela cheia
- QuickTime re-incorpora algumas características do QuickTime Pro. Novos recursos incluem Copiar / Colar, Inserir Clip, Editar Vídeo, Redimensionar, Ajustar, e mais opções de exportação.[12]
- Recovery Partition - A Apple introduziu uma partição de recuperação. Esta partição permite ao usuário restaurar seu computador ao seu estado original de fábrica. Ele também permite uma nova cópia do OS X Lion ser instalado através da internet
- Safari - Com modo de tela cheia e novo layout WebKit2[14]
- Informações do Sistema - agora exibem informações gráficas em telas, dispositivos de armazenamento, e uso de memória juntamente com informações de hardware.
- Terminal possui mais recursos, incluindo o modo de tela cheia.
- O editor de Textos ganha uma nova barra de ferramentas com opções de seleção de fontes e destaque de texto.[12]
- Texto vertical - Lion suporta layouts verticais para idiomas asiáticos

### Recursos do Servidor do Lion
- Wiki Server 3 - Torna mais fácil colaborar, compartilhar e trocar informações. Os usuários podem alternar rapidamente entre a Página Inicial, Minha Página, Atualizações, Wikis, People e Podcasts. O compartilhamento de arquivos é mais simples, e um novo editor de páginas é adicionado para uma fácil personalização.[15]
- WebDAV Compartilhamento de arquivos - Lion Server proporciona o compartilhamento de arquivos via wi-fi para clientes que suportam WebDAV. Ativando WebDAV no Lion Server oferece aos usuários do iOS a capacidade de acessar, copiar e compartilhar documentos no servidor de aplicações, tais como o Keynote, Numbers e Pages.[16]
- Gerenciador de Perfis - O Gerenciador de Perfis proporciona uma simples configuração baseada em perfis para o Mac OS X Lion, iPhone, iPad e iPod touch. Ele também se integra com serviços de diretório existentes e oferece atualizações automáticas de perfil.[17]

### Alterações na interface do usuário
- Elementos aqua da interface do usuário redesenhados, incluindo botões e barras de progresso. Os botões vermelho, amarelo, e verde das janelas estão menores.[18]
- Redimensionamento da janela a partir de qualquer canto ou a borda, semelhante ao redimensionamento da janela no Microsoft Windows e muitos gerenciadores de janelas para o X11.[18]
- A textura de metal das janelas foi também ligeiramente alterada. Possuí leve tom de cinza e uma textura levemente pontilhada.[18]
- As barras de rolagem desaparecem quando não estão sendo usadas, semelhante ao iOS.[18]
- As setas na Barra de rolagem foram removidas[18]
- A rolagem é invertida por padrão, para agir mais como um computador com tela touch screen, de modo que se move na direção do movimento do dedo no trackpad ou mouse (com a barra de rolagem movendo-se na direção oposta), ao invés de se mover na direção de movimento do dedo.[19]
- Ao redimensionar uma janela clicando no botão verde (no canto superior esquerdo), um efeito anima o alargamento.
- Novas janelas abrem para frente (como a abertura de um aplicativo no iOS).
- A dashboard possui agora seu próprio espaço no Mission Control.[20]

## Incompatibilidades de software
- Aplicativos dependendo do Rosetta, como o Office para Mac 2004 e Quicken para Mac 2007, não são mais suportados. Isso afeta aplicativos suportados para Power PC ou Classic.[21]
- Gerenciadores de pacotes Unix para o Mac OS X, como Fink[22] e MacPorts[23] exigem reinstalação e abertura no Xcode.